# Nagy Zoltán (lelkész)
Nagy Zoltán (Kántorjánosi, 1890. október 1. – Kisjenő, 1978. május 26.) magyar református lelkész, egyházi író, ifjúsági író.

## Élete és tevékenysége
Szentiványi Elek így ír Nagy Zoltánról a Haladás időszaki kiadványban: „Ősrégi nemes kálvinista családból származik, és amellett ízig-végig demokrata. A tradíciók és az emberi haladás tökéletes kiegyensúlyozódását képviseli.”
A Nyírségben nevelkedett, de felmenőiket számontartva smerkányi és porubai Nagy Zoltánnak nevezi magát. 1890. október 1-én született az északkelet-magyarországi Szatmár megyében, Kántorjánosiban. Édesanyja Csuja Berta. Édesapja Nagy József a nagy református egyháztámogató Dercsényieknél volt gazdatiszt, akinek hivatala miatt a nyolcgyermekes család a Bereg megyei Dercenbe költözött. A település ma is a munkácsi járás legnagyobb magyar faluja. Felekezetileg is egységes: 96%-ban reformátusok lakják.
Az elemit Kállósemjénben járta, majd a Munkácsi Királyi Főgimnázium tandíjmentes diákja lett. 1910-ben érettségizett. Itt alapozza meg komolyzenei műveltségét. Ritka bariton hangjával kórusban énekelt, és hegedülni is megtanult. A latin és görög nyelv mellett gyorsírást tanult. Ennek később nagy hasznát vette, ugyanis egyházi és egyesületi jegyzőként gyorsírással rögzítette az elhangzottakat, majd elkészítette a kalligrafikusan átírt jegyzőkönyvet. 1910-ben érettségizett, és Munkács után, valószínűleg a derceni Dercsényiek hatására ment a debreceni református teológiára.
Teológiai évei alatt a Beregi Kör elnöke volt. A Debreceni Kántus Archiválva 2013. január 18-i dátummal a Wayback Machine-ben tagja volt 1910–1914 között (basszus), jegyzője pedig 1913–1914 között. Mácsai Sándor elnök vezetésével 31 kántor vett részt az alakuló ülésen, amikor Csiky Lajos Kántus-vezető tanár helyét Kiss Ferenc internátusfelelős tanár foglalta el.
1912-ben állt alapvizsgára. Alapvizsga-dolgozatának címe: A keresztyén vallás abszolútlényegének bizonyságai. Az első lelkészképesítő vizsgát 1914-ben, a másodikat pedig 1916-ban tette le.
1914-ben a debreceni teológia neveltjeként Aradra került segédlelkésznek Csécsi Imre lelkipásztor mellé. Közvetlenségével, megnyerő modorával és imponáló szellemi fölényével tiszteletet érdemelt ki, sok embert nyert megés számos barátot szerzett. Aradi segédlelkészként a helybeli iskolákban is oktatott.
Odaadó egyházi szolga volt, „prédikáció szónoki és egyházi[ro]dalmi remek-művek” – írták kortársai. Jó tollú írónak és kiváló szervezőnek tartották.
1919 október 6.-tól ő lett az 1881-ben alapított Kölcsey Egyesület titkára Bérczy Lajos után. Tevékenykedett a szintén aradi Parázs Egyesületben, a Fehér Kereszt egyletben és az Anyavédő Egyletben. Aradon élte meg szülőföldjétől való elszakadását is 1918-ban. Megélhetési keresetért az Aradi Hírlap politikai napilap riportereként vezette a színházi rovatot, és itt is kamatoztatta gyorsírói jártasságát. 1918-ban már az Aradi Hírlap rendes belső munkatársa lett. Az arad-belvárosi gyülekezet presbitériuma nem nézte jó szemmel mellékállását, és 1919 februárjában határozatot hozott, hogy júliusi hatállyal felmondják segédlelkészi alkalmazását. 1919 áprilisában Joo Béla presbiter vadházasság és törvénytelen gyermekek vádjával is meggyanúsította Nagy Zoltánt. Miután Joo Béla önként lemondott presbiteri tisztségéről, a gyülekezet visszavonta korábbi határozatát, és eldöntötte, hogy amennyiben Nagy Zoltán lemond az Aradi Hírlapnál vállalt másodállásáról,   megnöveli javadalmazását. Ezekben a nyugtalan napokban szerezte meg elemi népiskolai tanítói oklevelét. A béke kedvéért Nagy Zoltán végül úgy döntött, hogy 1919. július 1.-vel  felmondja aradi segédlelkészi állását.
1919. november 11-én Baltazár Dezső, a Tiszántúli Református Egyházkerület püspöke a nagyszalontai egyházmegye árpádkori településébe, Gyantára helyezi Vajda Mihály lelkipásztor mellé. Lelkipásztori teendői mellett ezután is folytatja aradi kulturális tevékenységét. 1920. március 1-től titkára volt az aradi Haladás (Patronázs) Egyesületnek, a Vörös Keresztnek és az Anyavédő Egyesületnek. 1921-ben a Munkás Otthon Műkedvelő Csoportjának tagja lett. 1921. május 31.-én az aradi polgármester hivatalos engedélyt adott a városi szegényházban zajló szolgálatára.
Az ő nevéhez fűződik az aradi Haladás intézménye és jótékony munkája, amelyre Arad magyar közössége ma is nagy elismeréssel emlékezik. 1921 június elején az úton talált 100 lejes bankjegyet jótékonysági célra fordította egy kulturális műsor keretében szervezett vacsorán begyűlt adományokkal együtt. Ezt az összeget a szegényháziak anyagi, kulturális és lelki ápolására szánta. A Haladás társasága a társadalom szélére sodródottakkal foglalkozott. a Nagy Zoltán köré tömörült értelmiségiek több irányú tevékenységet fejtettek ki. Az iparos és kereskedő családok fiataljainak nevelésén ügyködtek, a szegényháziakat hetente ápolták. A szegényház lakói hálából kis, Lelkünk ápolójának a szegényházi ápoltak feliratú plakettet ajándékoztak Nagy Zoltánnak, amelyet óraláncán viselt. Keddenként egy háborúban megvakult iparos ifjú lakásán gyűjtötték össze a fiatalokat heti rendszerességgel. Énekeltek, verseket mondtak és Nagy Zoltán társadalomtudományi előadásait hallgatták. Az Erdélyi Élet című aradi folyóirat 1934. január 21-i száma azt közli, hogy az egyik ifjú könyvet vezetett a tanfolyam összes eseményéről, amit a meg nem nevezett cikkíró kiadásra javasol.  Az 1911–1913 között frissen felépült, szecessziós kultúrpalotában pezsgő kulturális élet indult a Haladás-társaság tevékenysége nyomán, amelynek egyik vezetője és gyorsíró jegyzője Nagy Zoltán volt amellett, hogy aktívan részt vett annak kórusában és egyéb tevékenységeiben. A kultúrpalotában szombat délutánonként tartottak előadásokat, amelyeken olykor ezernél több embert is részt vett.
A Trianoni békeszerződés után, 1921. augusztus 16-án létrejött Királyhágómelléki Református Egyházkerület bekebelezi a Romániához került egyházközségeket és lelkészeiket.
1922-től Nagy Zoltán egy rövid ideig Szentleányfalván tevékenykedett segédlelkészként Nagy Dániel, illetve Nánássy Dániel mellett, ugyanis Böszörményi Géza nagyszalontai esperes az Aradtól 20 km-re fekvő Gyorokra nevezte ki, miután annak lelkészi állása Hunyadi László lelkész halála folytán megüresedett. A szétbomló gyülekezet tárt karokkal fogadta, amikor egyházépítő szolgálatát 1922 karácsonyán megkezdte. A Haladás közössége a lelkészbeiktatón művészi kivitelezésű kehellyel ajándékozta meg.
1924-ben feleségül vette a lengyel őrgrófi felmenőkkel is rendelkező, Felvidékről Bánságba került és evangélikusnak keresztelt Moldoványi Margitot, aki az aradi Első Magyar Biztosítóintézet tisztviselője volt.
Gyorokon született az öt gyermekük közül a legnagyobb, Aranka, aki a Finta Gerő igazgatósága idején a Nagyváradi Szilágyi Erzsébet Református Leánygimnázium neveltetésben részesülve és színházi pályáról álmodozva szintén lelkipásztor lett, s aki édesapja költői vénáját örökölve Vályi Armand hatására verseket írt, amelyek a Váradi Diák című iskolai diáklapban jelentek meg.
1926-ban Sulyok István püspök szentelte fel Nagyváradon.
Nagy Zoltán 1927 októberében Gyorok után a Fekete-Körös völgyében fekvő, kendertermesztéséről és libatenyészetéről híres Belényesújlakra került. A belényesújlaki ötéves lelkészi szolgálat évei a második világháború előtti békés időben, a nagyrészt magyar református lakosságú, kb. 400 lelkes gyülekezetben teltek el.
Itt született meg a többi gyermek: Zoltán (Belényesújlak, 1928 – Sarkad, 2014), Irén (Belényesújlak, 1931), majd Margit (Erdőhegy, 1933 – Arad, 2017), Géza (Erdőhegy, 1938 – Kisjenő, 1992).  Öt gyermeke közül Aranka, Zoltán és Irén teológiát tanult. Unokái közül kettő szintén lelkész lett, déd- és ükunokái is mind művészet-, irodalom-, zenekedvelők és -művelők.
Nagy Zoltán 1932 áprilisában kezdte a Fehér-Körös bal partján fekvő erdőhegyi gyülekezeti munkáját 35 jelölt ellenében. A Körös jobb partján fekvő Kisjenő egy egyházközséget képezett Erdőheggyel. A kisjenői és erdőhegyi hívek Nagy Zoltán tevékenységét ismerve annyira örvendtek érkezésének, hogy a beiktató ünnepélyes megülése után májusban 120 személyes bankettet szerveztek neki Olosz Lajos főgondnok vezetésével. A bankettre a katolikus és a zsidó közösség képviselői is hivatalosak voltak. A Fehér-Körös partjára nyíló parókiakert negyven fenyője, rengeteg virága, száz rózsatöve és sokféle gyümölcsfája, különleges növényei meleg, természetes otthont biztosítottak a nagycsaládnak.
A vasárnapdélelőtti istentiszteletek után, pontos szolgálati munkaterv szerint gondozta a leányegyházakat, ahova gyakran gyerekeit is elvitte lovas szekéren, szénával bélelt szekérderékban. A filiái között volt Simánd, a magyar határmenti Gyulavarsánd és szintén a Fehér-Körös melletti Szapáryliget.
A bűnbánati hetek istentiszteletein a Hozsanna énekeskönyv énekeit is megtanította a gyülekezeteknek. Hatására titokban keresztelkedtek meg sokan és tértek be a gyülekezetbe. A vallásórákat módszeresen tartotta captatio benevolentiae-ként elmondott felvezetővel és sok énektanulással.
Parókiája kulturális központja volt a Fehér-Körös menti magyarságnak. Napi szinten művelték a zenét. A hegedülés, zongorázás, éneklés, versmondás és az írás természetes volt. A családi otthonnak rendszeres vendége volt Szomory Oszkár, Stauber József, az aradi származású Duffner Mária, aki az erdőhegyi iskola tanítója volt, és az aradi szopránénekes Nagy Aranka. Mindennapos volt a kapcsolat a kisjenői Mann családdal, az Aradon és kisjenőben is lakó építőanyag-kereskedő Braun családdal és a Csákival.
Mint a többi településen, itt is pezsgő gyülekezeti életet alakult ki lendületes egyházépítő tevékenysége nyomán. Férfi- és nőszövetségeket szervezett, ifjúsági munkát végzett, kulturális, iskolai és gazdasági szakoktatást folytatott. Vetett és aratott haláláig. A szociális munkából itt is kivette a részét. Erdőhegy-Kisjenőbe magukkal vitték a Belényesújlakon magukhoz fogadott, nagyothalló, rosszul látó lánygyermeket, Balogh Margitot, aki a lelkészcsalád tagja lett, és sérültsége ellenére „falta” a családi könyvtár klasszikusait.
Nagy Zoltánnak már 1933-ban, alig 43 évesen 1400 gépelt prédikációja és teljes Bibliát felölelő magyarázata volt. A 30 éves szolgálata alatt alaposan kidolgozott bibliamagyarázatokat összegyűjtötte, és a Heidelbergi Káté modern magyarázatát 52 tételben fejtette ki vasárnapi kátémagyarázatos prédikációnak. A lelkipásztori munkák elméletével és a liturgiával is foglalkozott. Az 1966-ban kiadott új énekeskönyv minősége és mennyisége érdekében lelkészértekezleteken és cikkekben is igyekezett hatni az emberekre. Szépirodalmi műveket jelentetett meg. Belmissziói munkáját és közéleti tevékenységét az egyház elismeréssel tartotta számon. Nagyszalontai Református Egyházmegye főjegyzője, tanügyi, missziói előadója volt és tanácsbírói tisztséget is viselt.
Erdőhegy-Kisjenői lelkipásztorkodása elején bibliai lókusok sorrendjében állította össze 5 év alatt összeállította a Bibliai találós kérdések két kötetét az Ó- és Újszövetséghez. Az 1957-ben gyorsírással rögzített anyagát, a mintegy 7–8000 kérdést legépelte, majd nyugdíjas koráig pótolgatta, ellenőrizte és 1976-ban véglegesítette 12.000 kérdés formájában, reménykedve, hogy valaki még tökéletesíteni fogja és majd kiadja. A gépelt anyag sokszorosított és bekötött példányai a család lelkésztagjai által váltak eddig gyülekezetek hasznára.
1934-ben, Csécsi Imre nyugdíjba vonulásakor meghirdették az aradi lelkészi állást. A 8000 lelkes gyülekezetben a Nagy Zoltán után odakerült segédlelkészt, Kovács Zoltán vallástanárt és Patay Lajost próbálták a Csécsi helyére meghívni. A meghívásuk meghiúsulása után Balajthy Jenő, a Sulyok István veje és Nagy Zoltán jelentkezett az aradi lelkészi állás betöltésére meghirdetett pályázatra. A választást heves propaganda előzte meg. Balajthy Jenő esélyét egy irredenta vádakat tartalmazó feljelentés csökkentette. A pályázat körüli bonyodalom akkora lett, hogy a helyi újságok egy teljes évig cikkeztek róla, a két pályázó hívei röpiratokat terjesztettek. A gyülekezet felbolydult és Arad teljes magyarsága megmozdult. Nagy Zoltán tömeges hívei semmiképpen se szerették volna elveszíteni pártfogoltjuk Aradra kerülésének lehetőségét, és de a Kovács-Balajthy-párt is mindent megtett, hogy megakadályozzák Nagy Zoltán visszajövetelét. Az 1934. szeptember 9-i választás eredményét  Forgó Lajos mérnök fellebbezte meg 23 társával együtt. Ennek nyomán 1934. szeptember 30-án Veres Zoltán aradi bankfőtisztviselő 50 személy kíséretében kereste fel Sulyok István püspököt az aradi hívek memorandumával, hogy vessen  véget a hiábavaló viszálynak, és engedélyezze a törvényesen megválasztott lelkésznek, Nagy Zoltánnak Aradra való beköltözését. Az egyházmegyei bíróság azonban úgy ítélte, hogy Nagy Zoltán felelős az egyházi közösségben kialakult hangulatért. Ezért erkölcsrombolás vádjával illették, és meghiúsították a választás eredményét.
A pályázat megsemmisítése után Nagy Zoltán mindent beleadva folytatta gyülekezeti munkáját Erdőhegy-Kisjenőben. Mivel az egyházközség 17. századi barokk temploma használhatatlanná vált, az istentiszteleteket a kultúrotthonban kellett tartani. Nagy Zoltán 1938-ban kezdett az új templom építtetésébe. Ő maga 10.000 lejes magánadományával járult hozzá a templom építéséhez, amelyet egy szalontai építészmérnök vezetett. Az Isten-házát 1939. november. 12-én szenteltek fel, és erre az alkalomra nagyszabású vallásos ünnepséget szerveztek.
1944 tavaszán három tizenéves, váradi iskolás gyermekét a politikai helyzet szakította el a családtól. Magyarország német megszállása miatt a gimnazista gyermekek diákútlevelükkel sem tudtak a váradi bentlakásból hazamenni Arad megyébe, így a Szabolcs-Szatmár megyei rokonokhoz kerültek. Nagy Kálmán és Nagy Imre, a jogi végzettségű apai nagybácsik, Szatmár megyei körjegyzők gondoskodtak róluk, miközben megszakadt minden összeköttetésük a szülőkkel. Egy teljes év háborús veszélyei, a bizonytalanság és egy viszontagságos szekeres menekülés után kerülhettek haza éppen akkor, amikor édesapjukat is hazaengedték a Brád-Nagyhalmágy gyűjtőtáborából, ahova a magyar vezető embereket különítették el, s ahol 1945 áprilisáig tartották fogva őket. Az erdőhegy-kisjenői gyülekezeti tagok és családi barátok többször próbálkoztak a kiszabadításával.
1948 júliusában Arday Aladár nagyszalontai esperes püspökké választása után a Nagyszalontai Református Egyházmegye esperesévé választották. Szeptember 30-án iktatták be esperesi hivatalába. Székfoglaló beszéde keresztyénségének, Krisztussal való kapcsolatának és alkotó, demokratikus irányultságának bizonyságtétele volt. Ennek jegyében és kezdeményezésére létre is hozták a Szociális Bizottságot, amelynek előadója Szablyár Kornél köröstárkányi lelkész lett.
1949. december 14-én tartott közgyűlésen a Vásárhelyi János-emlegette “lelki egyházzá” való alakulás érdekében Nagy Zoltán ismertette felmérését 27 pontos kérdőíve alapján, amelyet az egyházkerülethez tartozó gyülekezetek 80%-a töltötte ki nagyon rövid idő alatt, és felhívta a figyelmet a vallásórák rendszeres és tanterv szerinti tartására.  A közgyűlés eredménye 10.000 kis énekeskönyv, és ugyanannyi Heidelbergi Káté kinyomtatásának megszervezése volt.
1945-től, az oroszok bejövetelétől az erdőhegyi parókia hat szobájából kettőt „hivatalosan” az orosz katonai parancsnokság, később pedig a "jogot" megtartva a néptanács használt. A két szoba csak 1970-ben szabadult fel a gyülekezet kérésére és az egyházmegye hosszas közbenjárására. A kommunista évek megszorításait Istenbe vetett hittel, reménykedve, megrendülés nélkül élte túl úgy, hogy a gyülekezet szolgálatát tartotta szem előtt. Hűséges egyházszolgaként akkor is eleget tett lelkészi feladatainak, amikor csak a harangozó merészkedett el a templomba. Hitte, hogy az Ige elhangzásának mindenképp célja és értelme van.
Négy év híján egy fél évszázadig, haláláig volt ott a református egyházközség lelkipásztora. A gyülekezetet az erdőhegyi mezőgazdászok, a büszke nagygazdák és a kisjenői iparosok, hivatalnokok alkották, akikre hatással volt a Kisjenő nagyszámú zsidó kereskedő lakossága és értelmiségi rétege.
A lelki és szellemi fejlődést elengedhetetlennek tartotta, s így felnőtt korában sem hagyta abba a tanulást. 1919-ben elemi népiskolai tanítói oklevelet nyert. 1945 és 1948 között a Kolozsvári Bolyai Tudományegyetem Bölcsészkarán képezte magát. Tavaszy Sándor, Gaál Gábor, Harkai Schiller Pál, Benedek István, Imre Lajos, Benedek Marcell, Gunda Béla, Jancsó Elemér előadásait hallgatta. 1947-ben filozófiai, lélektani és neveléstudományi szakvizsga-oklevelet szerzett, és a doktori tanulmány első évét is lezárta. Doktori dolgozatát lélektan tárgykörében szerette volna megírni Az egyéni lélek a közösségben címmel. Lelkipásztori munkája alatt a filozófiát Francis Bacon nyomán állította a Szentírás magyarázatának szolgálatába. Lélektani ismereteit pedig a gyülekezeti munkában is kamatoztatta.
1946-ban kérvényt nyújtott be a Vallástanárképesítő Bizottságnak, hogy lelkészi képesítése és pedagógusi diplomája ellenére a vallástanári vizsgát is letehesse.
1947-ben magántanári vizsgára is jelentkezett volna, de Imre Lajos elutasította magasabb szintű tanulmányok hiánya miatt.

## Munkái

### Megjelent munkái
- Krisztusért és Egyházért. [Konferencia Kolozsváron 1927. nov. 9-én]. In: Református Szemle. 1927. 737–739. p.
- Mese a törpék kincséről. Allegorikus tündérjáték. Nagyvárad, 1935.
- A hegyi beszéd. Elmélkedések és vallomások. Arad, 1936.
- Napsugárka. Énekes tündérjáték három felvonásban. Arad, 1936.
- A lelkipásztor mai feladatai. In: Református Szemle. 1951. 50–54. p.
- Justinian pátriárka. In: Református Szemle. 1953. 230–234. p.
- A Jákob kútjánál (igetanulmány Jn 4,6–42 alapján). In: Református Szemle. 1962, 316–322. p.
- Lelkipásztorok testvéri közössége. In: Református Szemle. 1952. 4–6. p.

### Kéziratban maradt munkái
- Nincs erő anyag nélkül. Szemináriumi dolgozat (gépirat)
- Békeellenes a Vatikán világuralmi politikája (gépirat)
- Sugárzó arcok. 4 p. (gépirat)
- JHVH pere. 1–8 p., JHVH szeretete 9–19 p. Tanulmány (gépirat)
- Gondolatközösség. Egyházmegyei előadás (gépirat)
- A pszichotechnika jelentősége (cikk, gyorsírás)
- A bűvös lángok (pünkösti legenda). Gyorok, 1925. jún. 1. (gépirat)
- Reformálódásunk útja (gépirat)
- Őrizd meg szívedet. Erdőhegy-Kisjenő,  5 p.(gépirat)
- Beteg szívek – gyógyuló szívek. Reuma-veszély. Javul a helyzet. Szívszabályozó a zsebünkbe. (gépirat)
- A világ megváltásáról szóló evangélium és az anyaszentegyház szolgálata. Lelkészértekezleti előadás. Arad, 1965. június 22. (gépirat)
- A református istentisztelet formáinak szabadsága és összetartó ereje. Lelkészértekezleti előadás. Arad, 1965. szeptember 14. (gépirat)
- Románia Szocialista Köztársaság tevékenysége a világbéke megerősödése érdekében s az egyházak békeszolgálata. Lelkészértekezleti előadás. Arad, 1965. szeptember 14. (gépirat)
- A lelkipásztor szolgálatának jelentősége a hívek közösségi életre nevelésében. Lelkészértekezleti előadás. Arad, 1965. november 23. (gépirat)
- Hozzászólás az Új énekeskönyv kiadásához. [1966?] 4 p. (gépirat)
- Egységes új énekeskönyvünk. [1966?] 9 p. (gépirat)
- Hol kell javítani statutumunkon az Ige és az élet követelményei szerint. Lelkészértekezleti  előadás. Arad, 1966. június 23. (gépirat)
- A lelkipásztor és a hívők viszonya a Statutum tükrében. Lelkészértekezleti előadás (gépirat)
- A gyülekezet a II. helvét hitvallásban. Lelkészértekezleti előadás. 1966. március 30. (gépirat)
- Románia Szocialista Köztársaság orthodox és református egyházainak együttműködése a béke érdekében és annak eredményei. Lelkészértekezleti előadás. 1966. november 15. (gépirat)
- A Szentírás felelete a családi élet mai kérdéseire. Lelkészértekezleti előadás. 1966. november 16. (gépirat)
- A reformáció lényege és a „semper reformari debet” elvének következménye egyházi életünkben. Lelkészértekezleti előadás. Arad, 1967. december 12. (gépirat)
- Az imádság és a másokért való imádkozás a lelkigondozói szolgálatban. Lelkészértekezleti előadás. Arad, 1967. december 12. (gépirat)
- Az egyházi világszervezetek a jelenkori problémák megoldásának szolgálatában. Hazánk egyházainak hozzájárulása. Lelkészértekezleti előadás. Temesvár, 1968. június 12. (gépirat)
- A textus bibliai történeti megértésének jelentősége az Írásmagyarázatban. Lelkészértekezleti előadás. Temesvár, 1968. június 12. (gépirat)
- Az istentisztelet megújulása. Lelkészértekezleti előadás. Temesvár, 1968. június 13. (gépirat)
- Református istentisztelet forrásai. Értekezlet reflexiói lelkészértekezleten. Temesvár, 1969. húsvét után. (gépirat)
- A református istentisztelet tartalma. Lelkészértekezleti előadás. Temesvár, 1969. június 5. (gépirat)
- Lelkipásztor és munkatársai. Értekezlet reflexiói. 1969. szeptember 25.-i (gépirat)
- Javaslat az új liturgia […] (gépirat)
- Románia időszerű problémái. Erdőhegy-Kisjenő, 1969. szeptember 25. 2 p. (gépirat)
- Egyházi énekek és gyülekezeti éneklésünk. Lelkészértekezlet reflexiói. 1969. szeptember 25. (gépirat)
- A lelkipásztor és felettes hatóságai. Értekezlet reflexiói. Temesvár, 1969. (gépirat)
- A lelkipásztor és a gyülekezet tagjai. IV. lelkészértekezleti előadás (gépirat)
- A református lithurgia. Lelkészértekezleti előadás. 1970. március 18. (gépirat)
- Az utolsó három hónap fontosabb eseményei és azok jelentősége országunk életében. Reflexió az 1970. március 18.-i értekezleten. (gépirat) 2. p.
- Bibliai találós kérdések, I-II. Erdőhegy-Kisjenői, 1976. 237., 237. p. (gépirat)
- A Heidelbergi Káté magyarázata 52 prédikációban (gépirat)
- Második Helvét Hitvallás magyarázatát (gépirat)
- Az Ószövetség magyarázata (gépirat)
- Zsoltárok könyve magyarázata és mellékleteként ezek zenei feldolgozása lányával, Nagy Irénnel. (gépirat, kéziratos kották)
- Az Apostolok Cselekedetei (magyarázat) (gépirat)
- Prédikáció (kb. 1000) (gépirat)
- Mesélő vasárnapi iskola. 100 db. (átdolgozatlan) (gépirat)
- Vasárnapi iskolai tanítások (gépirat)
- Gyorsírásban maradt társadalomtudományi előadások. 1920–24. (gyorsírás)
- Versek egyházi alkalmakra, ünnepekre (gépirat, kézirat)
- Anyamadár. 8 p. (gépirat)